# Генрі Гацліт
Генрі Гацліт, тж. Генрі Хезлітт (англ. Henry Hazlitt; 28 листопада 1894 — 8 липня, 1993) — економіст лібертаріанських поглядів, та журналіст таких видань як, зокрема, The Wall Street Journal, The New York Times, Newsweek, та The American Mercury. Популяризатор ідей Австрійської школи серед англомовних читачів. Автор 25 книг.

## Кар'єра
Після звільнення з «American Mercury» Гацліт працював у «New York Times» автором редакторських приміток та писав матеріали для книжного огляду.
До найвпливовіших оглядів належить рецензія на книжку Л. Мізеса «Соціалізм», завдяки чому Гацліт познайомився та завів дружні стосунки з Мізесом. 24 вересня 1944 на першій шпальті «Times Book Review» з'явилась рецензія Гацліта на книгу Ф. А. Гаєка «Шлях до кріпацтва».

## Праці

### Економіка за один урок
Надрукована «Економіка за один урок» (англ. Economics in one lesson) 1946 року. Гацліт писав книжку працюючи в New York Times. Успіх книжки серед читачів був для нього несподіваним, а кількість проданих примірників сягнула мільйонів. Книга в доступній формі знайомить читача з основами економічної теорії. Ґрунтується на есеї Фредеріка Бастіа фр. Ce qu'on voit et ce qu'on ne voit pas (укр. Що видно і що не видно).
«Один урок» наводиться в першій частині книги:
Мистецтво економіки полягає в здібності аналізувати не лише очевидні наслідки дії або політики, але й вплив на віддалену перспективу; воно полягає не лише у відстеженні наслідків цієї політики для однієї групи, а для всіх груп.
Ці принципи застосовано в наступних розділах книжки до низки економічних явищ, від оподаткування і вздуття кредитної маси до регулювання цін та мит. Крок за кроком Гацліт показує, що втручання держави на користь однієї з груп шкодить решті, і в першу чергу, споживачеві. В той час як втручання може справляти враження успішного, у віддаленій перспективі воно спричиняє неефективність та погіршення рівня життя.
Книжка ґрунтується на принципах економіки Австрійської школи, а передмову до першого видання написав Л. Мізес.
Українське видання: Генрі Хезліт. Економіка за один урок / Пер. з англ. С. Рачинський, за ред. В. Золотарьова / К. : Well Books, 2024.— 215 с. (ISBN 9786178264062).

### Крах нової економічної теорії
В надрукованій 1959 році книзі «Крах нової економічної теорії» (англ. The Failure of the New Economics) Гацліт наводить детальний аналіз праці Джона Мейнарда Кейнса «Загальна теорія зайнятості, відсотків і грошей». Гацліт доходить висновку, що в «Загальній теорії…» основні постулати або нові та не вірні або вірні і не нові та можуть бути знайдені в працях попередників Кейнса. На думку Гацліта, книжка Кейнса повна хиб, неточностей, невірних визначень та підмін значень термінів.